# Milan Šimáček
Milan Šimáček (* 15. února 1973 Praha) je bývalý český dětský herec.
Nejznámější jsou jeho role v televizním zpracování Nerudových Povídek malostranských, seriálu My všichni školou povinní a filmů Chobotnice z II. patra a Veselé Vánoce přejí chobotnice.